# Prequelle
Prequelle je čtvrté studiové album švédské heavymetalové hudební skupiny Ghost. Vydáno bylo 1. června 2018 prostřednictvím společnosti Loma Vista Recordings. Skupina album nahrála během roku 2017 ve stockholmském studiu Artery Studios s producentem Tomem Dalgetym. O mix se postaral zvukový technik Andy Wallace.

## Seznam skladeb
Všechny skladby napsal(i)  Ghost. 
| Pořadí         | Název           | Délka |
| -------------- | --------------- | ----- |
| 1.             | Ashes           | 1:21  |
| 2.             | Rats            | 4:22  |
| 3.             | Faith           | 4:30  |
| 4.             | See The Light   | 4:05  |
| 5.             | Miasma          | 5:18  |
| 6.             | Dance Macabre   | 3:40  |
| 7.             | Pro Memoria     | 5:39  |
| 8.             | Witch Image     | 3:30  |
| 9.             | Helvetesfonster | 5:56  |
| 10.            | Life Eternal    | 3:27  |
| Celková délka: | Celková délka:  | 41:48 |

| Deluxe CD/7" vinyl | Deluxe CD/7" vinyl               | Deluxe CD/7" vinyl |
| Pořadí             | Název                            | Délka              |
| ------------------ | -------------------------------- | ------------------ |
| 11.                | It's a Sin (Pet Shop Boys cover) | 4:41               |
| 12.                | Avalanche (Leonard Cohen cover)  | 3:47               |
| Celková délka:     | Celková délka:                   | 49:36              |

## Obsazení
- kardinál Copia – zpěv

Bezejmenní ghůlové
- – sólová kytara
- – basová kytara
- – rytmická kytara
- – klávesy
- – bicí

Technická podpora
- Tom Dalgety – produkce
- Andy Wallace – mix